# گیاه‌پارچ مشکوک
گیاه‌پارچ مشکوک (نام علمی: Nepenthes dubia)، یک گونه از سرده گیاه‌پارچ‌ها می‌باشد.